# 锡恩多夫
锡恩多夫是奥地利下奥地利州科尔新堡县的一个市镇。总面积55.07平方公里，总人口3381人，人口密度61.4人/平方公里（2005年）。